# Simulacro de incêndio

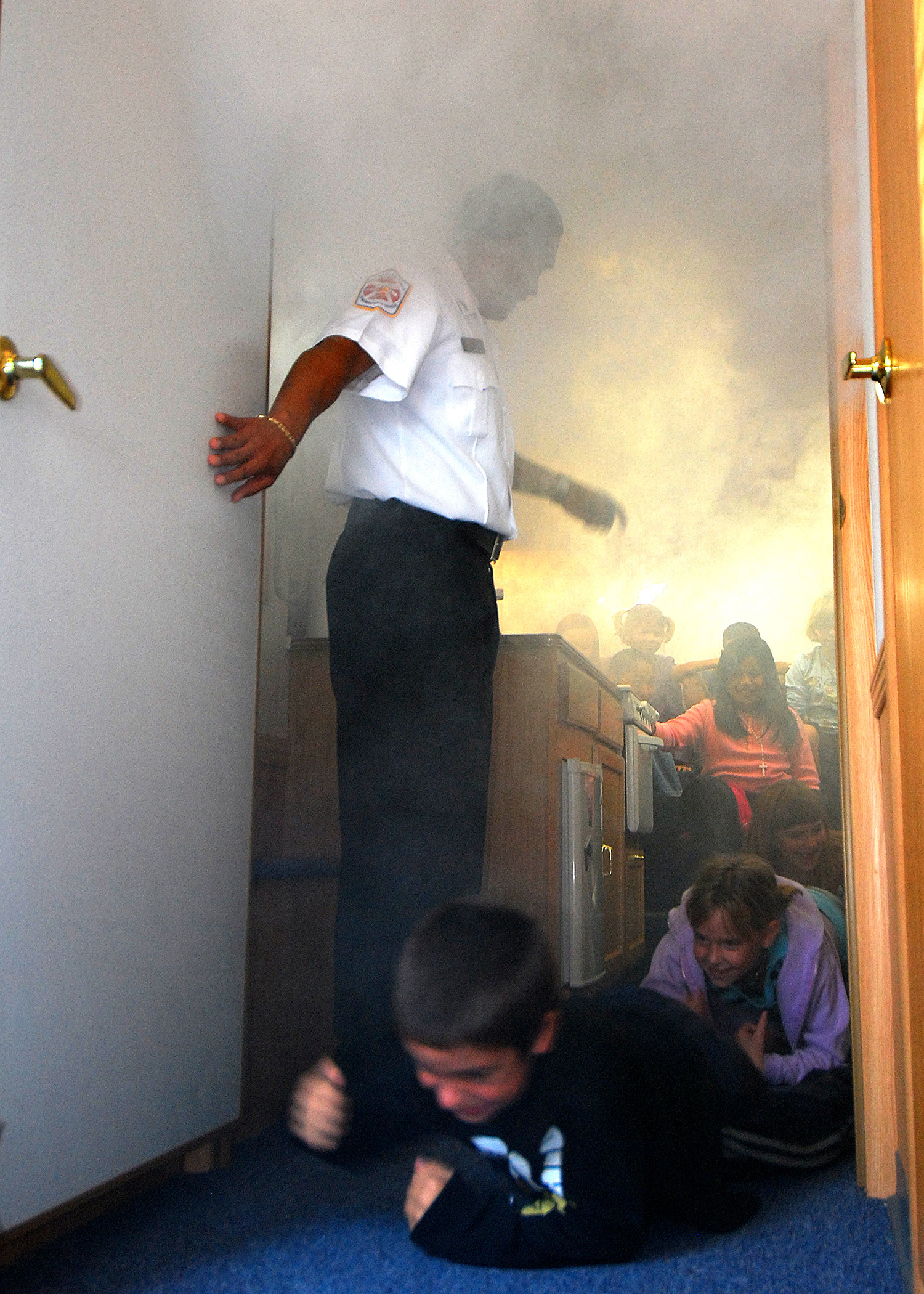
O bombeiro ajudando alunos que estão praticando um simulacro de incêndio. O objetivo é ensinar às crianças os procedimentos adequados para evacuar o prédio numa situação de incêndio ou emergência na vida real

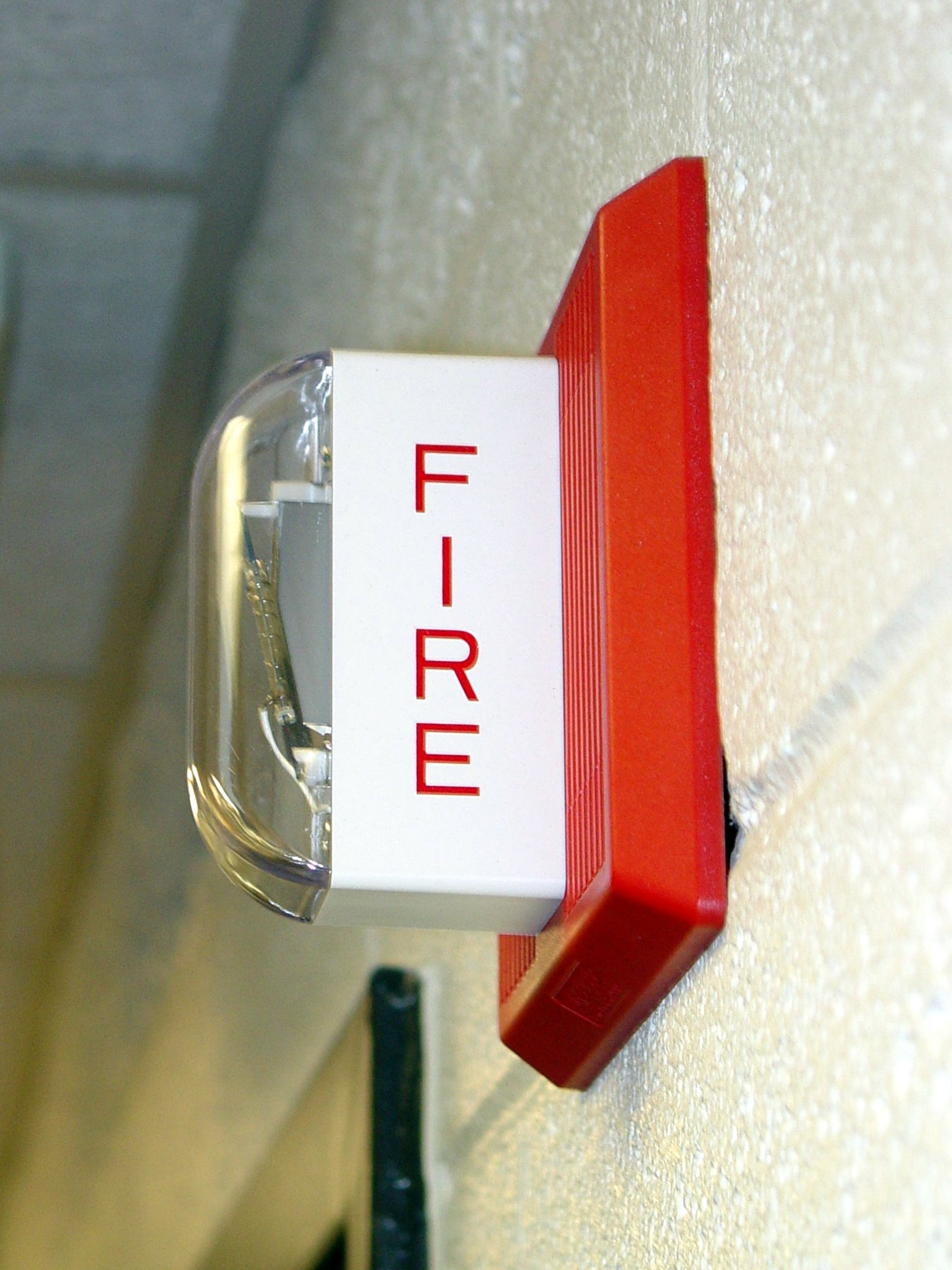
Um dispositivo de notificação de alarme de incêndio amplamente utilizado nos Estados Unidos e Canadá. Aparece na foto um dispositivo de Wheelock MT-24-LSM. Os simulacros de incêndio geralmente usam alarmes de incêndio.

Um simulacro de incêndio, ou exercício de simulação de incêndio, consiste num exercício que pretende refletir um plano possível de evacuação em caso de incêndio ou outras emergências . Geralmente, a simulação começa com a ativação do sistema de alarme de incêndio que alerta as pessoas sobre um incêndio ou outras situações de emergência. Os procedimentos do simulacro de incêndio têm o objetivo de facilitar que as pessoas evacuem do lugar por meio da saída mais próxima disponível sem se exporem a situações de perigo. Embora os procedimentos possam variar dependendo do tipo de edifício, como hospitais ou edifícios altos, onde os ocupantes podem ser realocados dentro do edifício em vez de evacuar o edifício, a evacuação geralmente é cronometrada para garantir que seja suficientemente rápida, e quaisquer problemas com o sistema de emergência ou procedimentos de evacuação são identificados para serem remediados.
Além das simulações de incêndio, a maioria dos edifícios verificam os sistemas de alarme de incêndio regularmente para garantir que o sistema funcione adequadamente. Os testes de alarme de incêndio ocorrem frequentemente fora do horário normal de trabalho para minimizar a interrupção das funções do edifício. Nas escolas, os testes ocorrem geralmente quando os alunos e funcionários não estão por perto ou durante as férias, onde engenheiros especializados em alarmes de incêndio testam os alarmes no prédio para reparos, se necessário.

## História de exercícios de incêndio

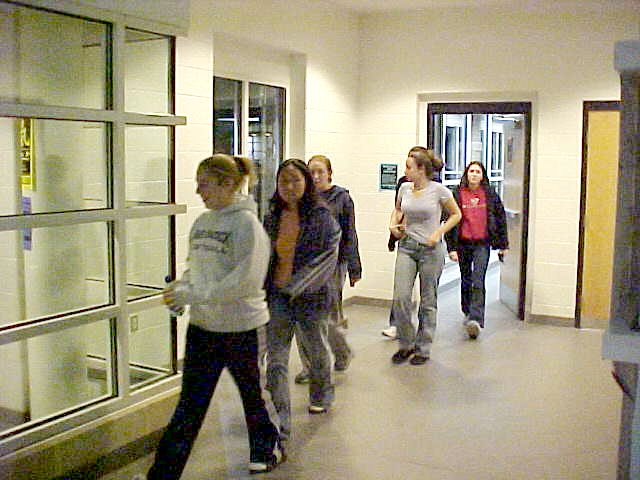
Um grupo de estudantes da James Madison University evacuam seus dormitórios em resposta a uma simulação de incêndio

O objetivo dos exercícios de simulações de incêndio é garantir que todos saibam como sair com segurança o mais rápido possível em caso de incêndio, fumaça, monóxido de carbono ou outra emergência e familiarizar os ocupantes do edifício com o som do alarme de incêndio.
Antes que os exercícios regulares de incêndio fossem instituídos, um incêndio infame eclodiu na escola católica particular Nossa Senhora dos Anjos em 1958, em Chicago. As crianças ficaram presas no segundo andar, sem que professores nem alunos soubessem como sair do prédio com segurança. Muitas crianças pularam das janelas e muitas foram mortas por não conseguirem chegar a uma saída. Embora a escola tivesse passado por uma inspeção de incêndio com o número de saídas de incêndio e extintores de incêndio exigidos na época dois meses antes, faltava detectores de fumaça ou alarmes de incêndio adequados e estava superlotada.
A necessidade de simulacros de incêndio foi reconhecida; simulacros mensais de incêndio foram realizados após o incêndio de Nossa Senhora dos Anjos. Descobriu-se em um estudo posterior que a educação sobre o fogo também ajudou a preveni-lo: as pessoas começaram a aprender mais sobre o que iniciava os incêndios e o que fazer no caso de um incêndio. As pessoas também tomavam consciência dos perigos que permitem que um incêndio comece. Dentro de um ano do incêndio, muitas das condições perigosas encontradas em Nossa Senhora dos Anjos foram eliminadas em milhares de escolas nos Estados Unidos.

## Outras melhorias na segurança contra incêndio
Após o incêndio em Nossa Senhora dos Anjos, os regulamentos estaduais em Illinois exigiam que houvesse caixas de alarme de incêndio nas ruas a não mais de trinta metros da frente do prédio. A Assembléia Geral de Illinois também aprovou códigos de segurança de vida em resposta ao incêndio em Nossa Senhora dos Anjos. Mais controle sobre o descarte de resíduos, armazenamento adequado de materiais combustíveis e simulacros de incêndio e inspeções mais frequentes foram implementados. Outras reformas do incêndio incluem a cidade de Chicago modificando o Código Municipal de Construção de Chicago, afetando a segurança contra incêndio de escolas e outros edifícios com dois ou mais andares. Para evitar incêndios e mortes causadas por incêndios, as escolas devem ter um plano de evacuação em vigor, certificando-se de que todos os alarmes e avisos de incêndio adequados funcionem. Os professores e administradores devem assumir o controle da situação e estar atentos às causas dos incêndios, para tentar impedir que aconteçam.

## Regulamentos de simulacros de incêndio
Muitas jurisdições exigem que os simulacros de incêndio sejam realizados em determinados intervalos. Este é o caso em instituições de ensino, e também em outros locais de trabalho e edifícios. A frequência desses exercícios e o que deve ser feito durante eles podem ser estabelecidos em estatutos.

### Estados Unidos
Nos Estados Unidos, os regulamentos de simulacros de incêndio escolares são estabelecidos por estados individuais.

### Reino Unido
A União Nacional de Professores exige que todas as escolas, faculdades e universidades e qualquer outro estabelecimento de ensino realizem um exercício de evacuação de incêndio a cada semestre. É necessário que a maioria das escolas realize um simulacro de incêndio no início do ano letivo. De acordo com os regulamentos de incêndio do Reino Unido, quaisquer novos edifícios que foram construídos após a mudança dos regulamentos de segurança contra incêndio em 2005, cada quarto deve ter pelo menos um dispositivo de alarme de incêndio, como uma campainha, uma sirene ou alarme de fumaça/calor instalado em todos os quartos . Verificações de segurança regulares, como testar alarmes de incêndio ou alarmes de fumaça e extintores de incêndio, devem ser realizadas semanalmente e não exigem a evacuação do prédio. De acordo com o Despacho de Reforma Regulamentar (Segurança contra Incêndios) de 2005, todos os locais de trabalho devem ter um plano de emergência especificando as ações do pessoal, planos de evacuação e providências para entrar em contato com a brigada de incêndio .

### Nova Zelândia
O Serviço de Bombeiros da Nova Zelândia exige que todas as escolas e instalações educacionais realizem um simulacro de incêndio (denominada evacuação de teste ) pelo menos uma vez a cada seis meses, a menos que um período mais curto seja especificado no esquema de evacuação aprovado da escola. As escolas precisam notificar o Corpo de Bombeiros com 7 a 10 dias úteis de antecedência antes que um simulacro de incêndio seja planejado e devem enviar um relatório ao Corpo de Bombeiros dentro de 7 a 10 dias úteis após o treinamento; uma ativação de alarme não planejada não conta como uma simulação de incêndio.